# Do Do Sol Sol La La Sol
Do Do Sol Sol La La Sol (Hangul: 도도솔솔라라솔; RR: Dodosolsollarasol), es una serie de televisión surcoreana emitida del 7 de octubre al 27 de noviembre de 2020, a través de KBS 2TV.

## Sinopsis[4]
Goo Ra-ra, es una joven pianista segura, adorable pero inmadura y traviesa, con una sonrisa brillante y alegre, que logra hacer reír a cualquiera, sin importar la situación en la que se encuentren. Disfruta haciendo bromas y actuando de forma impredecible incluso en los momentos más serios, ya que ha vivido su vida sin miedos, obteniendo lo que quiere con dinero. Sin embargo cuando de forma repentina su familia cae en la bancarrota, ahora sin nada y frustrada, toca fondo.
Por otro lado, Sun Woo-joon, es un joven rudo y misterioso, que a pesar de que no le importa lo que las otras personas piensen de él, tiene un corazón cálido. Aunque tiene un espíritu libre, no tiene un sueño u objetivo específico para su vida y trabaja a tiempo parcial.
Cuando ambos se encuentran con la pequeña academia privada "La La Land", una escuela de piano en un pequeño pueblo, terminan cruzando caminos y enamorándose.

## Reparto

### Personajes principales[9]
| Actor                        | Personaje        | N.º de episodios | Notas |
| ---------------------------- | ---------------- | ---------------- | --- |
| Go Ara Kim Gyu-ri Park So-yi | Goo Ra-ra        | 16 1 1, 3        | Es una pianista de 24 años sencilla, inmadura y traviesa, con una risa brillante y alegre, que tiene el encanto de hacer reír a cualquiera, sin importar cuán difícil sea la situación. Cuando termina en bancarrota, Sun Woo-joon la ayuda a salir adelante y poco a poco se enamora de él. Ra-ra comienza a ser independiente y abre una academia de piano llamada "LaLa Piano Land". Años más tarde, después de que Woo-joon se recupera, comienzan a salir. |
| Lee Jae-wook Shim Ji-wan     | Sun Woo-joon     | 16               | Es un joven de 19 años atractivo que utiliza su franqueza para mantener a los demás lejos. No le gusta que la gente diga "adios", ya que es la última palabra que Kim Ji-hoon, su mejor amigo le dijo antes de morir, luego de ser atropellado. Después de la muerte de su mejor amigo, su padre descartó sus sentimientos y veía con disgusto la tristeza que mostraba, Woo-joon al sentirse asfixiado dentro de su propia casa, decide escaparse y es así como llega a la aldea, donde vive. Cuando conoce a Goo Ra-ra se enamora de ella. Más tarde se revela que sufre de leucemia, después de irse por cinco años para recibir tratamiento y mejorar, regresa y finalmente comienza a salir con Ra-ra. |
| Kim Joo-hun                  | Dr. Cha Eun-seok | -                | Es un cirujano ortopédico con Síndrome de Burnout. Es una persona que transmite confianza y que da a las personas una sensación de seguridad. Es un hombre divorciado con un talento en el piano. Cuando quiere decirle a Goo Ra-ra que le gusta, ella lo rechaza inmediatamente. Después de descubrir la verdadera identidad de Sun Woo-joon lo aconseja para que le diga la verdad a Ra-ra. Más tarde logra reconciliarse con su exesposa Oh Young-joo y la pareja comienza a salir nuevamente. |
| Ye Ji-won                    | Jin Sook-kyung   | -                | Es la madre de Jin Ha-young y la gerente del salón de belleza "Jin's Beauty Salon". Cuando conoce a Cha Eun-seok se enamora de él. |
| Shin Eun-soo Kim Tae-yeon    | Jin Ha-young     | -                | Es la hija de Jin Sook-kyung. Al inicio está enamorada de Sun Woo-joon, sin embargo el la rechaza, ya que solamente la ve como a una amiga. Más tarde comienza a salir con Lee Seung-gi y cinco años después, la pareja está casada y tienen una hija llamada Ji-ah. |

### Personajes secundarios
| Actor                       | Personaje       | N.º de episodios | Notas |
| --------------------------- | --------------- | ---------------- | --- |
| Lee Soon-jae                | Kim Man-bok     | -                | Es un hombre mayor que recoge cajas que se hace amigo de Go Ra-ra y Sun Woo-joon, poco después comienza a asistir a la escuela de piano de Rara, "LaLa Piano Land".                                                                                                 |
| Yoon Jong-bin Seo Yoon-hyuk | Lee Seung-gi    | -                | Es el amigo de la infancia de Jin Ha-young, de quien está enamorado. Aunque al inicio no se atreve a revelarle sus sentimientos, finalmente lo hace y comienzan a salir. Cinco años más tarde, se revela que la pareja está casada y tienen una hija llamada Ji-ah. |
| Ahn Nae-sang                | Secretario Moon | 1, 3, 13         | Es el asistente y mano derecha de Goo Man-soo, así como un empleado de "Rara Cosmetics", después de la muerte de Man-soo cuida a Ra-ra. |
| Moon Hee-kyung              | Gong Mi-sook    | 1, 3, 7, 15      | Es la maestra de piano Goo Ra-ra. Una mujer que estudió música con pasión y sinceridad. |
| Seo Yi-sook                 | Jo Yoon-shil    | -                | Es la madre de Sun Woo-joon, una mujer que antepone el dinero a su hijo. |
| Choi Kwang-il               | Sun Woo-myung   | -                | Es el padre de Sun Woo-joon. |
| Lee Seo-an                  | Oh Young-joo    | -                | Es la exesposa de Cha Eun-seok, una mujer que proviene de una familia rica y que solamente se casó con Eun-seok debido a su profesión. Más tarde la pareja se reconcilia y comienzan a salir nuevamente.                                                            |
| Kim Joo-yeon                | Kim Si-ah       | 2-3, 9, 11       | Es una compañera de la universidad de Goo Ra-ra, quien aparenta ser su amiga. |
| Song Min-jae                | Shin Jae-min    | -                | Es un pequeño prodigio de la música que comienza a asistir a "LaLa Piano Land", la escuela de piano de Goo Ra-ra. |
| Kang Hyung-suk              | Ahn Joong-ho    | -                | Es el acosador de Goo Ra-ra. |
| Park Sung-yun               | Lee Kum-mo      | -                | Es la madre de Lee Seung-gi y amiga de Jin Sook-kyung. |
| Lee Seon-hee                | -               | -                | Es la madre de Ye-seo y amiga de Jin Sook-kyung. |
| Kim Jung-yeon               | Mi-ran          | -                | Es amiga de Jin Sook-kyung, Lee Kum-mo y de la madre de Ye-seo. |
| Um Hyo-sup                  | Goo Man-soo     | 1, 5             | Es el padre de Goo Ra-ra. Así como el CEO de la empresa "Ra-ra Cosmetics" y el artesano de Bang Jeong-nam. |
| Moon Tae-yoo                | Bang Jeong-nam  | -                | Es el ex prometido de Goo Ra-ra. Así como un compañero de estudios de la escuela de medicina de Cha Eun-seok. |
| Jeon Soo-kyung              | Im Ja-kyung     | 1, 8             | Es la madre de Bang Jeong-nam. |
| Choi Kwang-je               | Choo Min-soo    | -                | Es un hombre mistioso que está tras Seon Woo-joon. Tiene una apariencia aterradora por lo que mucha gente prefiere evitarlo. |
| Baek Young-kwang            | -               | 1, 5             | Es el subordinado de Choo Min-soo. |
| Lee Shi-woo                 | Kim Ji-hoon     | 6, 14            | Es el mejor amigo de Sun Woo-joon, quien muere luego de ser atropellado por un coche mientras se despedía de Woo-joon. |

### Otros personajes
| Actor           | Personaje | Episodios donde apareció | Notas                                                                      |
| --------------- | --------- | ------------------------ | -------------------------------------------------------------------------- |
| Kwon Ban-suk    | -         | 1                        | Es un invitado de la fallida boda de Goo Ra-ra y Bang Jeong-nam.           |
| Yoo Yong        | -         | 1                        | Es un invitado de la fallida boda de Goo Ra-ra y Bang Jeong-nam.           |
| Kim Oh-bok      | -         | 1                        | Es un invitado de la fallida boda de Goo Ra-ra y Bang Jeong-nam.           |
| Song Hoon       | -         | 1                        | Es un invitado de la fallida boda de Goo Ra-ra y Bang Jeong-nam.           |
| Oh Kyu-taek     | -         | 1                        | Es el capataz de construcción.                                             |
| Shin Seung-yong | -         | 1                        | Es un repartidor en motocicleta.                                           |
| Kyung Ki-hyun   | -         | 1                        | Es el empleado de alquiler de un estudio.                                  |
| Lee Mi-yoon     | -         | 1                        | Es una agente de bienes raíces.                                            |
| Kim Hae-gon     | -         | 1                        | Es un agente de bienes raíces.                                             |
| Lee Hyun-seo    | -         | 1                        | Es una arrendadaria de apartamento.                                        |
| Jang In-ho      | -         | 1                        | Es un detective.                                                           |
| Kang Sang-chul  | -         | 2                        | Es un hombre viendo el columbario.                                         |
| Choi Ga-in      | -         | 2                        | Es la madre de Na-gyeom.                                                   |
| Chae Yoo-ri     | Na-gyeom  | 2                        | Es una pequeña que es tratada en el hospital "Eunpo Yunseul".              |
| Seol Chang-hee  | -         | 2                        | Es un veterinario y residente de Eunpo.                                    |
| Kim Jae-cheol   | -         | 2                        | Es el portavoz de "Good&Good".                                             |
| Seo Wang-seok   | -         | 2                        | Es el guardia de seguridad de "Good&Good".                                 |
| Yoo Mi-ran      | -         | 3-4                      | Es la dueña de la academia de piano "Somang" en Eunpo.                     |
| Kim Yong-jin    | -         | 3-5                      | Es el gerente de una tienda de bocadillos en Eunpo.                        |
| Won Mi-won      | -         | 3, 8, 11                 | Es la esposa de Kim Man-bok y una cliente frecuente de la tienda en Eunpo. |
| Jang Eui-don    | -         | 3                        | Es el capitán del yate.                                                    |
| Kwon Ki-joo     | -         | 4                        | Es el repartidor del piano.                                                |
| Kim Moon-ho     | -         | 4                        | Es un invitado de la gran inauguración.                                    |
| Park Kwang-il   | -         | 4                        | Es un empleado de "Eunpo Taekwondo".                                       |
| Kim Young-joo   | -         | 4                        | Es un detective de la policía.                                             |
| Kim Bum-suk     | Det. Kang | 4-6                      | Es un detective de la policía.                                             |
| Cha Sang-mi     | -         | 4, 11                    | Es una empleada de la familia Sun.                                         |
| Choi Soo-hyun   | -         | 5                        | Es una empleada de la terminal de Eunpo.                                   |
| Kim Jae-heum    | -         | 6                        | Es un empleado de tienda de conveniencia de la terminal de Eunpo.          |
| Jang Joo-yeon   | -         | 7                        | Es la madre de un niño que asiste a la academia "Somang Piano".            |
| Kim Shi-heon    | -         | 7                        | Es un vendedor de electrodomésticos.                                       |
| Son In-yong     | -         | 8, 16                    | Es el padre de Shin Jae-min.                                               |
| Lee Shi-yoo     | -         | -                        | Es una enfermera del hospital "Eunpo Yunseul".                             |
| Seo Sung-jong   | -         | -                        |                                                                            |
| Im Jae-geun     | Mr. Kim   | -                        |                                                                            |
| Min Jung-sup    | Det. Min  | 10                       | Es un detective de la policía.                                             |
| Kim Tae-hoon    | -         | 12                       | Es un doctor.                                                              |
| Lee Ki-sub      | -         | 12                       | Es un doctor.                                                              |
| Lee Hye-eu      | -         | 12                       | Es una enfermera.                                                          |
| Kim Kyung-min   | -         | 13, 16                   | Es el hijo de Kim Man-bok.                                                 |
| Yoo Joon-a      | -         | 13                       | Es la nuera de Kim Man-bok.                                                |
| Jang Ga-Hhyun   | -         | 13                       | Es una actriz.                                                             |
| Heo Sun-haeng   | -         | 13                       | Es el nuevo dueño de la tienda de pianos.                                  |
| Kim Jong-ho     | -         | 13                       | Es el exdueño de la tienda de pianos.                                      |
| Ahn Soo-bin     | -         | 14                       | Es una cliente del salón de belleza "Jin's Beauty Salon".                  |

### Apariciones invitadas
| Actor      | Personaje     | Episodios donde apareció | Notas |
| ---------- | ------------- | ------------------------ | --- |
| Lee Ji-hae | Kim So-hyung  | 11-12                    | Es la tutora de Sun Woo-joon. |
| Eunbin     | Jung Ga-young | 13-15                    | Es una antigua compañera de clases de Sun Woo-joon y Kim Ji-hoon. Woo-joon le pide que lo ayude a hacerle creer a Goo Ra-ra que están saliendo, y aunque el plan al inicio funciona, finalmente Ra-ra descubre la verdad. Antes de irse Ga-young le dice a Woo-joon que sea sincero con sus sentimientos hacia Ra-ra. |

## Episodios
La serie está conformada por 16 episodios, los cuales fueron emitidos todos los miércoles y jueves a las 9:30 (KST).

### Ratings
Los números en color rojo indican las calificaciones más bajas, mientras que los números en azul indican las calificaciones más altas.
| Ep.      | Parte    | Título                               | Fecha de emisión        | Participación promedio de audiencia (AGB Nielsen) | Participación promedio de audiencia (AGB Nielsen) |
| Ep.      | Parte    | Título                               | Fecha de emisión        | Nacional                                          | Seúl                                              |
| -------- | -------- | ------------------------------------ | ----------------------- | ------------------------------------------------- | ------------------------------------------------- |
| 1        | 1        | Do Do Sol Sol La La Sol              | 7 de octubre de 2020    | 1.9%                                              | NR                                                |
| 1        | 2        | Do Do Sol Sol La La Sol              | 7 de octubre de 2020    | 2.6%                                              | NR                                                |
| 2        | 1        | Pianist Patient                      | 8 de octubre de 2020    | 2.8%                                              | NR                                                |
| 2        | 2        | Pianist Patient                      | 8 de octubre de 2020    | 2.6%                                              | NR                                                |
| 3        | 1        | Da Capo                              | 14 de octubre de 2020   | 2.1%                                              | NR                                                |
| 3        | 2        | Da Capo                              | 14 de octubre de 2020   | 2.9%                                              | NR                                                |
| 4        | 1        | La La Piano Land                     | 15 de octubre de 2020   | 2.4%                                              | NR                                                |
| 4        | 2        | La La Piano Land                     | 15 de octubre de 2020   | 2.8%                                              | NR                                                |
| 5        | 1        | Night and Dreams                     | 21 de octubre de 2020   | 2.3%                                              | NR                                                |
| 5        | 2        | Night and Dreams                     | 21 de octubre de 2020   | 2.7%                                              | NR                                                |
| 6        | 1        | Secrets and Lies                     | 22 de octubre de 2020   | 2.1%                                              | NR                                                |
| 6        | 2        | Secrets and Lies                     | 22 de octubre de 2020   | 3.0%                                              | NR                                                |
| 7        | 1        | You Are So Special                   | 28 de octubre de 2020   | 2.3%                                              | NR                                                |
| 7        | 2        | You Are So Special                   | 28 de octubre de 2020   | 3.2%                                              | NR                                                |
| 8        | 1        | Plaisir d'amour (Pleasure of Love)   | 29 de octubre de 2020   | 2.5%                                              | NR                                                |
| 8        | 2        | Plaisir d'amour (Pleasure of Love)   | 29 de octubre de 2020   | 3.5%                                              | NR                                                |
| 9        | 1        | The Night of Thunder                 | 4 de noviembre de 2020  | 3.2%                                              | NR                                                |
| 9        | 2        | The Night of Thunder                 | 4 de noviembre de 2020  | 3.6%                                              | NR                                                |
| 10       | 1        | Who Are You?                         | 5 de noviembre de 2020  | 2.8%                                              | NR                                                |
| 10       | 2        | Who Are You?                         | 5 de noviembre de 2020  | 2.9%                                              | NR                                                |
| 11       | 1        | Reunion                              | 11 de noviembre de 2020 | 2.8%                                              | NR                                                |
| 11       | 2        | Reunion                              | 11 de noviembre de 2020 | 3.5%                                              | NR                                                |
| 12       | 1        | Hochzeitsmarsch (Wedding March)      | 12 de noviembre de 2020 | 3.5%                                              |                                                   |
| 12       | 2        | Hochzeitsmarsch (Wedding March)      | 12 de noviembre de 2020 | 4.2%                                              | 4.4% (17.ª)                                       |
| 13       | 1        | Romance Without Words                | 18 de noviembre de 2020 | 3.7%                                              |                                                   |
| 13       | 2        | Romance Without Words                | 18 de noviembre de 2020 |                                                   |                                                   |
| 14       | 1        | Una Furtiva Lagrima (A Furtive Tear) | 19 de noviembre de 2020 | 3.8%                                              |                                                   |
| 14       | 2        | Una Furtiva Lagrima (A Furtive Tear) | 19 de noviembre de 2020 |                                                   |                                                   |
| 15       | 1        | Tristesse (Farewell)                 | 25 de noviembre de 2020 | 3.5%                                              |                                                   |
| 15       | 2        | Tristesse (Farewell)                 | 25 de noviembre de 2020 |                                                   |                                                   |
| 16       | 1        | Finale: Do Do Sol Sol La La Sol      | 25 de noviembre de 2020 | 4.1%                                              |                                                   |
| 16       | 2        | Finale: Do Do Sol Sol La La Sol      | 25 de noviembre de 2020 | [ 40 ]                                            |                                                   |
| Promedio | Promedio | Promedio                             | Promedio                | %                                                 | %                                                 |

## Música
El OST de la serie está conformado por las siguientes canciones:

### Parte 1
| No. | Intérprete | Canción                  | Letra                      | Música                     | Duración |
| --- | ---------- | ------------------------ | -------------------------- | -------------------------- | -------- |
| 1   | Kihyun     | "To Be With You"         | Woo Ji-hoon y Park Se-joon | Woo Ji-hoon y Park Se-joon | 3:47     |
| 2   |            | "To Be With You" (Inst.) | -                          | Woo Ji-hoon y Park Se-joon | 3:47     |

### Parte 2
| No. | Intérprete | Canción                     | Letra                   | Música                     | Duración |
| --- | ---------- | --------------------------- | ----------------------- | -------------------------- | -------- |
| 1   | SinB       | "Like A Dream" (꿈인 듯 해) | Han Joon y Park Se-joon | Lee Yoo-jin y Park Se-joon | 3:52     |
| 2   |            | "Like A Dream" (Inst.)      | -                       | Lee Yoo-jin y Park Se-joon | 3:52     |

### Parte 3
| No. | Intérpretes                         | Canción              | Letra                                                    | Música                                              | Duración |
| --- | ----------------------------------- | -------------------- | -------------------------------------------------------- | --------------------------------------------------- | -------- |
| 1   | Baby Soul, Mijoo & Jin (de Lovelyz) | "Loving You"         | Lee Hyun-sang, Han Kyung-soo, Choi Ji-san y Park Se-joon | Lee Hyun-sang, Han Kyung-soo, Choi Ji-san y VioletK | 3:13     |
| 2   |                                     | "Loving You" (Inst.) | -                                                        | Lee Hyun-sang, Han Kyung-soo, Choi Ji-san y VioletK | 3:13     |

### Parte 4
| No. | Intérpretes                   | Canción                           | Letra                    | Música    | Duración |
| --- | ----------------------------- | --------------------------------- | ------------------------ | --------- | -------- |
| 1   | Miyeon & Minnie (de (G)I-DLE) | "We Already Fell In Love"         | Red Socks y Park Se-joon | Red Socks | 3:02     |
| 2   |                               | "We Already Fell In Love" (Inst.) | -                        | Red Socks | 3:02     |

### Parte 5
| No. | Intérprete    | Canción          | Letra                   | Música                                                             | Duración |
| --- | ------------- | ---------------- | ----------------------- | ------------------------------------------------------------------ | -------- |
| 1   | Yun Ddan Ddan | "Melody"         | Han Joon y Park Se-joon | Han Kyung-soo, Lee Jung-woo, Kang Woo-jin, Choi Min-joon y VioletK | 3:07     |
| 2   |               | "Melody" (Inst.) | -                       | Han Kyung-soo, Lee Jung-woo, Kang Woo-jin, Choi Min-joon y VioletK | 3:07     |

### Parte 6
| No. | Intérprete | Canción                                   | Letra     | Música            | Duración |
| --- | ---------- | ----------------------------------------- | --------- | ----------------- | -------- |
| 1   | jeebanoff  | "It's Too Hard For Me" (내겐 너무 힘들어) | jeebanoff | jeebanoff y plan8 | 3:12     |
| 2   |            | "It's Too Hard For Me" (Inst.)            | -         | jeebanoff y plan8 | 3:12     |

### Parte 7
| No. | Intérprete | Canción                           | Letra                        | Música                                | Duración |
| --- | ---------- | --------------------------------- | ---------------------------- | ------------------------------------- | -------- |
| 1   | U Sung-eun | "Listen To Me" (내 얘기를 들어줘) | Han Kyung-soo y Park Se-joon | Han Kyung-soo, Choi Han-sol y VioletK | 3:37     |
| 2   |            | "Listen To Me" (Inst.)            | -                            | Han Kyung-soo, Choi Han-sol y VioletK | 3:37     |

### Parte 8
| No. | Intérpretes     | Canción         | Letra           | Música          | Duración |
| --- | --------------- | --------------- | --------------- | --------------- | -------- |
| 1   | Epitone Project | "Green" (초록)  | Epitone Project | Epitone Project | 3:11     |
| 2   |                 | "Green" (Inst.) | -               | Epitone Project | 3:11     |

### Parte 9
| No. | Intérprete | Canción                | Letra                  | Música               | Duración |
| --- | ---------- | ---------------------- | ---------------------- | -------------------- | -------- |
| 1   | Boramiyu   | "Love or Lies"         | Taibian y Park Se-joon | Taibian, Bark y YESY | 3:39     |
| 2   |            | "Love or Lies" (Inst.) | -                      | Taibian, Bark y YESY | 3:39     |

### Parte 10
| No. | Intérprete | Canción                   | Letra                   | Música                       | Duración |
| --- | ---------- | ------------------------- | ----------------------- | ---------------------------- | -------- |
| 1   | Sondia     | "Always Remember"         | Han Joon y Park Se-joon | Han Kyung-soo y Choi Han-sol | 3:26     |
| 2   |            | "Always Remember" (Inst.) | -                       | Taibian, Bark y YESY         | 3:26     |

### Parte 11
| No. | Intérprete | Canción                          | Letra                  | Música               | Duración |
| --- | ---------- | -------------------------------- | ---------------------- | -------------------- | -------- |
| 1   | Elaine     | "I'll Comfort You" (위로가 될게) | Taibian y Park Se-joon | Taibian, Buck y YESY | 4:06     |
| 2   |            | "I'll Comfort You" (Inst.)       | -                      | Taibian, Buck y YESY | 4:06     |

### Parte 12
| No. | Intérpretes | Canción                   | Letra                           | Música                                                                        | Duración |
| --- | ----------- | ------------------------- | ------------------------------- | ----------------------------------------------------------------------------- | -------- |
| 1   | April       | "Falling In Love"         | Han Joon, Park Se-joon y CR Kim | Kim Soo-bin (de Aiming), Cho Se-hee, Jung Min-young, Moon Yeon y Choi Seul-gi | 3:03     |
| 2   |             | "Falling In Love" (Inst.) | -                               | Kim Soo-bin (de Aiming), Cho Se-hee, Jung Min-young, Moon Yeon y Choi Seul-gi | 3:03     |

### Parte 13
| No. | Intérpretes           | Canción                                | Letra                                     | Música                      | Duración |
| --- | --------------------- | -------------------------------------- | ----------------------------------------- | --------------------------- | -------- |
| 1   | Kim So-hee (de ELRIS) | "This Type of Imagination" (이런 상상) | Lee Eun-ah, Captain Planet y Park Se-joon | Captain Planet y Lee Eun-ah | 3:09     |
| 2   |                       | "This Type of Imagination" (Inst.)     | -                                         | Captain Planet y Lee Eun-ah | 3:09     |

### Parte 14
| N.º | Intérpretes | Canción        | Letra  | Música             | Duración |
| --- | ----------- | -------------- | ------ | ------------------ | -------- |
| 1   | GB9         | "Hurt" (아파)  | Bonggu | Bonggu y Kim Ye-il | 4:05     |
| 2   |             | "Hurt" (Inst.) | -      | Bonggu y Kim Ye-il | 4:05     |

### Parte 15
| No. | Intérprete  | Canción                        | Letra                   | Música                     | Duración |
| --- | ----------- | ------------------------------ | ----------------------- | -------------------------- | -------- |
| 1   | Song Ji-eun | "Everyday, Everynight"         | Han Joon y Park Se-joon | Lee Yoo-jin y Park Se-joon | 3:40     |
| 2   |             | "Everyday, Everynight" (Inst.) | -                       | Lee Yoo-jin y Park Se-joon | 3:40     |

### Parte 16
| N.º | Intérprete           | Canción                   | Letra               | Música                    | Duración |
| --- | -------------------- | ------------------------- | ------------------- | ------------------------- | -------- |
| 1   | Woody (Kim Sang-woo) | "You Are My Star"         | Kim Sang-woo y Love | Kim Sang-woo y Song Ho-il | 3:34     |
| 2   |                      | "You Are My Star" (Inst.) | -                   | Kim Sang-woo y Song Ho-il | 3:34     |

## Premios y nominaciones
| Año  | Categoría                                | Premio                | Nominado(a)  | Resultado |
| ---- | ---------------------------------------- | --------------------- | ------------ | --------- |
| 2020 | Excellence Award – Actor in a Miniseries | 34th KBS Drama Awards | Lee Jae-wook | Ganó      |
| 2020 | Supporting Actress Award – Miniseries    | 34th KBS Drama Awards | Ye Ji-won    | Ganó      |

## Producción
La serie fue dirigida por Kim Min-kyung, quien contó con el apoyo del guionista Oh Ji-young.
La primera lectura del guion fue realizada en junio del 2020. Mientras que la conferencia de prensa a la que solamente asistieron el director y los actores principales, fue realizada el 7 de octubre del mismo año.
El 20 de agosto del 2020 la agencia del actor Heo Dong-won anunció que había dado positivo por la pandemia de COVID-19 luego de que un compañero de la obra "Jjamppong" en la que participaba lo contagiara, la agencia también anunció que inmediatamente después de ser contactados por el Centro de Control y Prevención de Enfermedades de Corea del Sur (Korea Centers for Disease Control and Prevention (KCDC)) con los resultados, se habían puesto en contacto con la producción de la KBS2 para darles las noticias. Poco después ese mismo día, la producción anunció que las filmaciones de la serie se habían pospuesto como medida preventiva, para checar a los actores, ya que varios de los miembros del personal habían trabajado en ambos dramas, días antes se había anunciado que la serie "To All the Guys Who Loved Me" también había parado sus filmaciones después de que la prueba del actor Seo Sung-jong diera positivo en COVID19.
Un día después, el 21 de agosto del mismo año se anunció que los actores Go Ara, Lee Jae-wook, Kim Joo-hun, Seo Yi-sook y Park Sung-yun habían dado negativo para COVID19. Unas horas más tarde, la KBS anunció que atrasarían la fecha de estreno de la serie, la cual originalmente sería estrenada el 26 de agosto del 2020.
El 1 de septiembre de 2020 se anunció que el drama había reanudado las filmaciones, después de que la producción se detuviera a principios de este mes. También se anunció que a pesar de haber regresago al rodaje, se están tomando una serie de precauciones para garantizar la seguridad del elenco y el equipo de producción y así evitar la propagación del COVID-19.